# Pietro Ruta
Pietro Willy Ruta, född 6 augusti 1987 i Gravedona, är en italiensk roddare. 

## Karriär

### 2008–2010
Vid U23-VM i Brandenburg 2008 tog Ruta silver tillsammans med Matteo Amigoni, Federico Ustolin och Francesco Rigon i lättvikts-scullerfyra. Följande år tog han guld tillsammans med José Casiraghi, Andrea Cereda och Francesco Rigon i lättvikts-scullerfyra vid U23-VM i Račice 2009.
Vid EM i Montemor-o-Velho 2010 tog Ruta guld tillsammans med Franco Sancassani, Fabrizio Gabriele och Stefano Basalini i lättvikts-scullerfyra. Samma lag slutade samma år på fjärde plats i lättvikts-scullerfyra vid VM i Karapiro 2010.

### 2011–2015
Vid VM i Bled 2011 tog Ruta silver i lättvikts-singelsculler efter att endast besegrats av danske Henrik Stephansen. Vid olympiska sommarspelen 2012 i London tävlade han tillsammans med Elia Luini i lättvikts-dubbelsculler och slutade på totalt sjunde plats. Därefter slutade Ruta på fjärde plats i lättvikts-singelsculler vid VM i Plovdiv 2012.
Under 2013 slutade Ruta och Andrea Micheletti på fjärde plats i lättvikts-dubbelsculler vid både EM i Sevilla och VM i Chungju. Under 2014 upprepade de sedan sina fjärdeplatser i lättvikts-dubbelsculler vid både EM i Belgrad och VM i Amsterdam. Under 2015 slutade de på femte plats i lättvikts-dubbelsculler vid VM i Aiguebelette.

### 2016–2022
Vid olympiska sommarspelen 2016 i Rio de Janeiro slutade Ruta på fjärde plats tillsammans med Stefano Oppo, Martino Goretti och Livio La Padula i lättvikts-fyra utan styrman. Under 2017 började han tävla tillsammans med Stefano Oppo i lättvikts-dubbelsculler och de tog brons vid EM i Račice samt silver vid VM i Sarasota. Under 2018 tog de sedan återigen brons vid EM i Glasgow och silver vid VM i Plovdiv.
Under 2019 tog Ruta och Stefano Oppo silver i lättvikts-dubbelsculler vid EM i Luzern samt sitt tredje raka silver vid VM i Ottensheim. Under 2020 tog de guld vid EM i Poznań. Följande år tog de brons vid EM i Varese. Vid OS i Tokyo 2021 tog de brons tillsammans i lättvikts-dubbelsculler efter att slutat bakom Tyskland och Irland precis som i EM tidigare under året. Under 2022 tog de silver vid både EM i München och VM i Račice.

### 2023
Vid VM i Belgrad 2023 tog Ruta sitt första VM-guld tillsammans med Luca Borgonovo, Nicolò Demiliani och Matteo Tonelli i lättvikts-scullerfyra.